# Xeloma
Xeloma is een geslacht van kevers uit de familie bladsprietkevers (Scarabaeidae). Het geslacht werd voor het eerst wetenschappelijk beschreven in 1881 door Kraatz.

## Soorten
- Xeloma antoinei Beinhundner, 1999
- Xeloma aspersa (Péringuey, 1896)
- Xeloma atra (Thunberg, 1818)
- Xeloma burmeisteri (Arrow, 1941)
- Xeloma cicatricosa (Burmeister, 1842)
- Xeloma leprosa (Burmeister, 1842)
- Xeloma maura (Boheman, 1860
- Xeloma minettii Antoine, 2009
- Xeloma pilicollis Kraatz, 1882
- Xeloma seticollis (Kraatz, 1880)
- Xeloma tomentosa (Gory & Percheron, 1833)
- Xeloma vuilleti (Bourgoin, 1914)
- Xeloma werneri Beinhundner, 1999